# Campus Albano

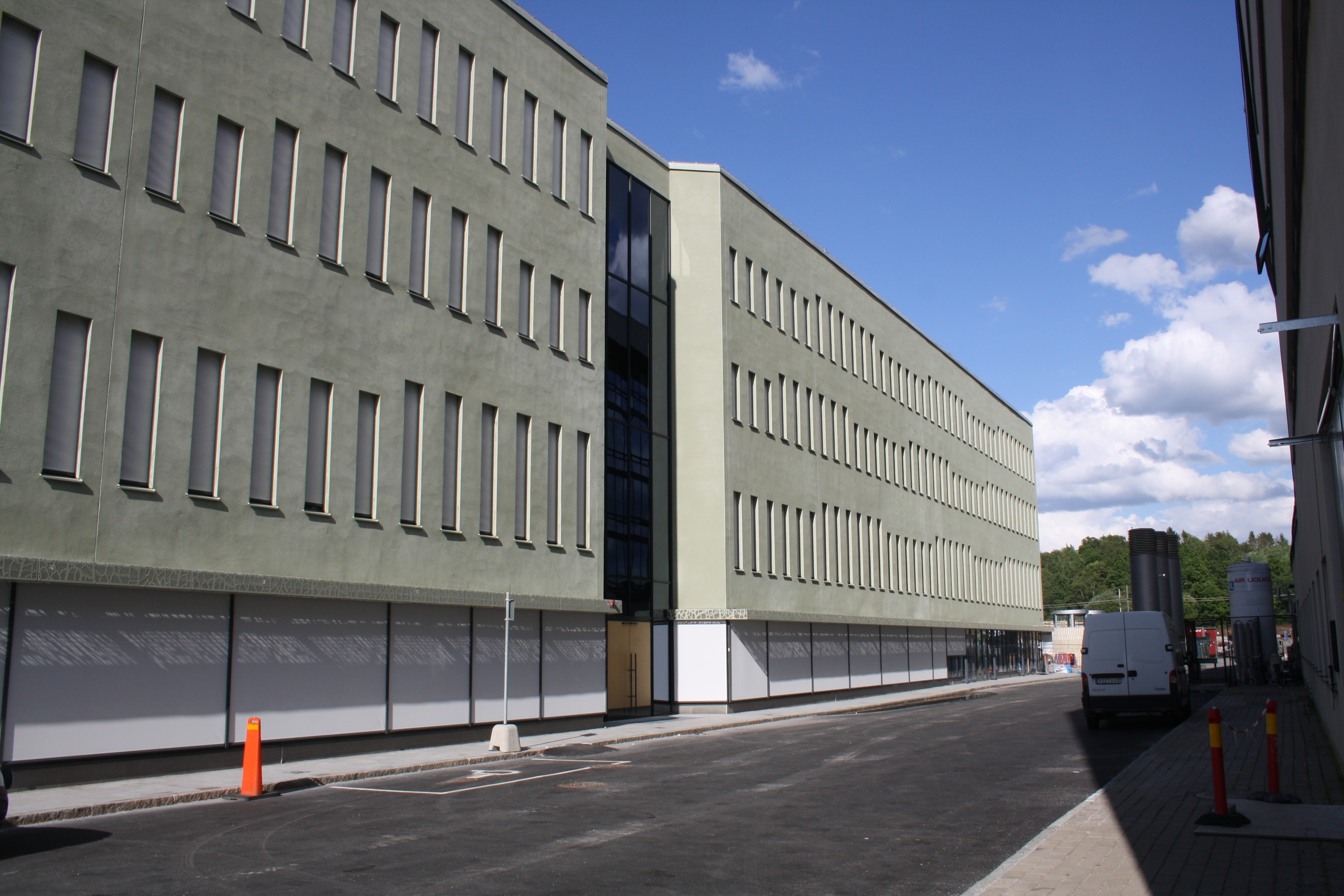
Campus Albano sommaren 2020.

Campus Albano är Stockholms universitets och Kungliga Tekniska högskolans campus vid Roslagsvägen i stadsdelen Norra Djurgården, Albano i Stockholms kommun. På området finns 70 000 kvadratmeter universitetslokaler samt cirka 1 000 studentlägenheter som förvaltas av Akademiska Hus samt Svenska Bostäder.  Campusområdet invigdes i september 2023.
Campus Albano utgör tillsammans med Karolinska Institutets campus Solna och Handelshögskolan i Stockholms campus Sveavägen den så kallade Vetenskapsstaden. 

## Institutioner vid campuset
Följande institutioner vid Stockholms universitet är/kommer vara verksamma i campus Albano: 
- Företagsekonomiska institutionen
- Institutionen för folkhälsovetenskap
- Institutionen för socialt arbete
- Matematiska institutionen
- Psykologiska institutionen
- Specialpedagogiska institutionen
- Statistiska institutionen
- Stockholm Resilience Centre

## Kommunikationer
De främsta kommunikationssätten till Campus Albano är med buss eller cykel- och gångvägar. I området planeras det för 2 000 cykelplatser varar ca 450 i ett cykelgarage. Vidare planeras det för ett parkeringsgarage för bilar under Hus 2 och 4 där cirka 336 stycken avgiftsbelagda parkeringsplatser kommer att finnas.

## Bilder från bygget

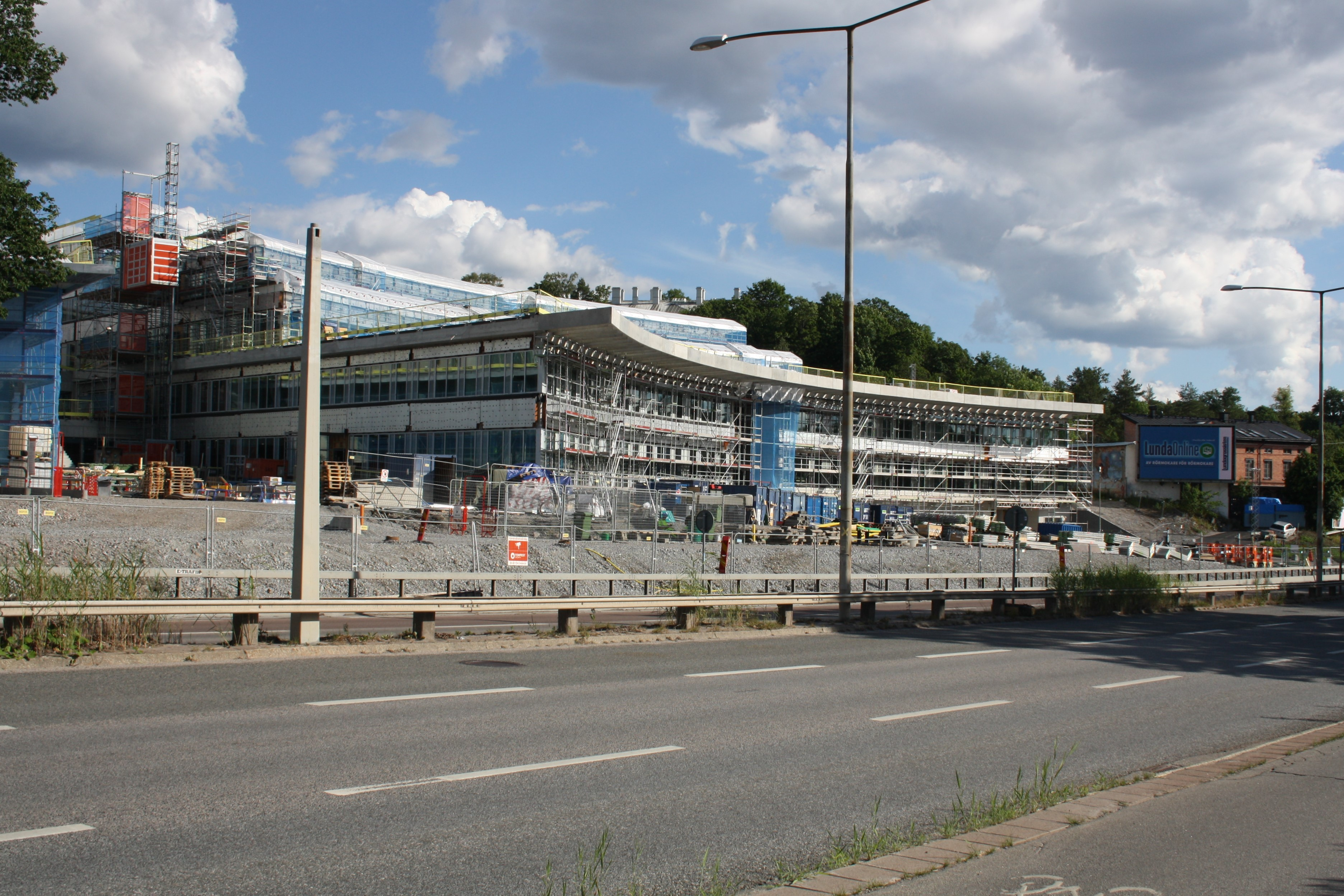
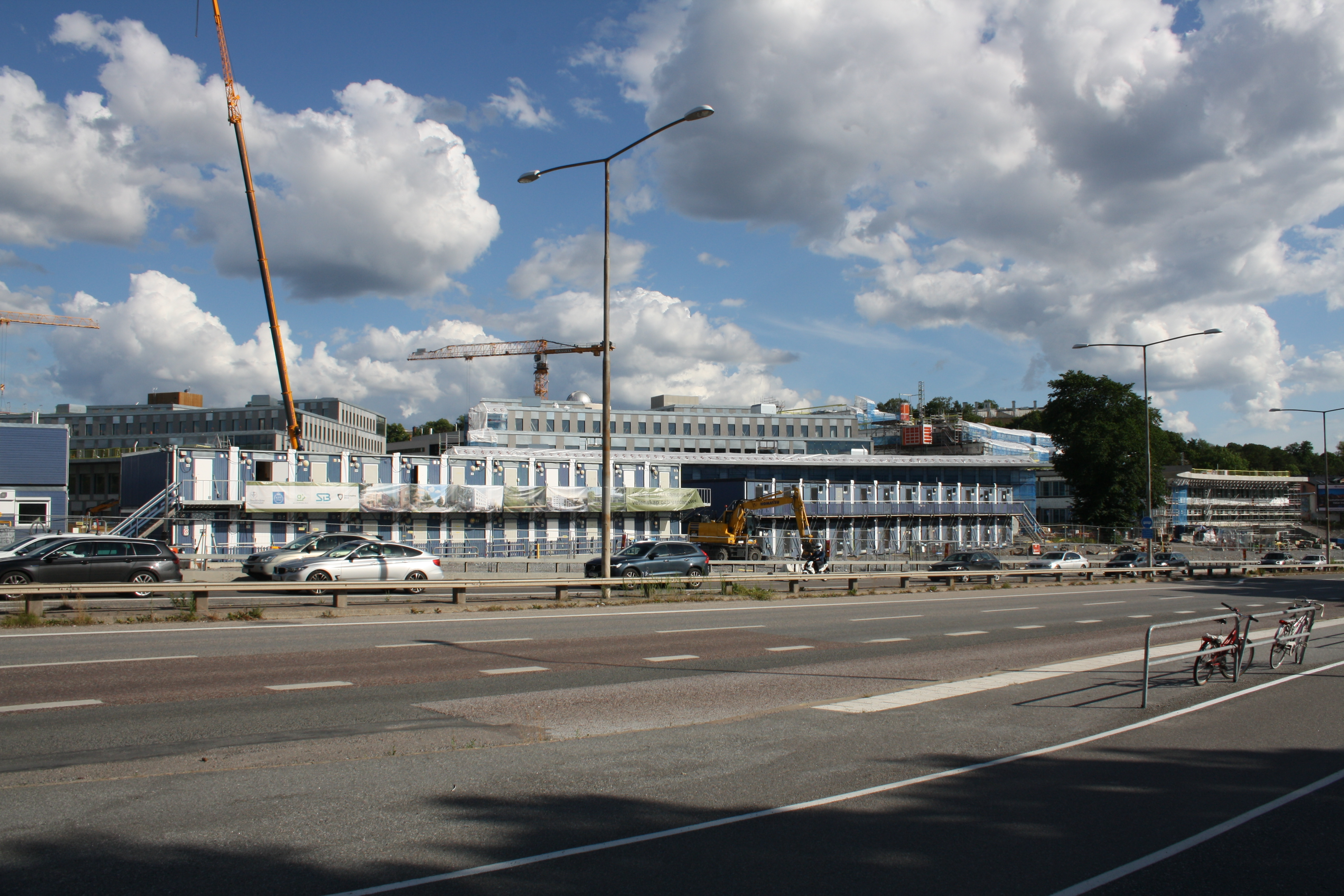
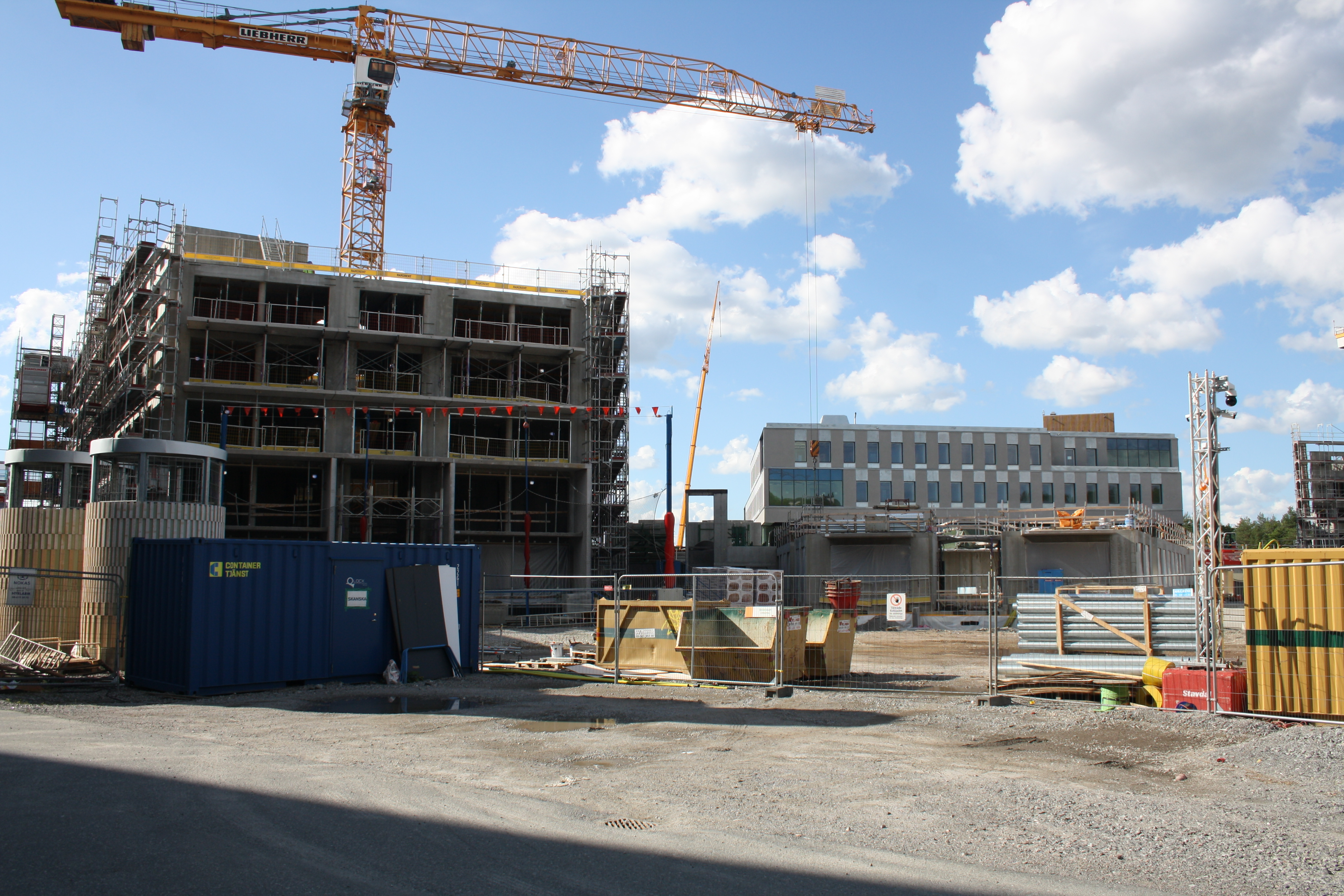
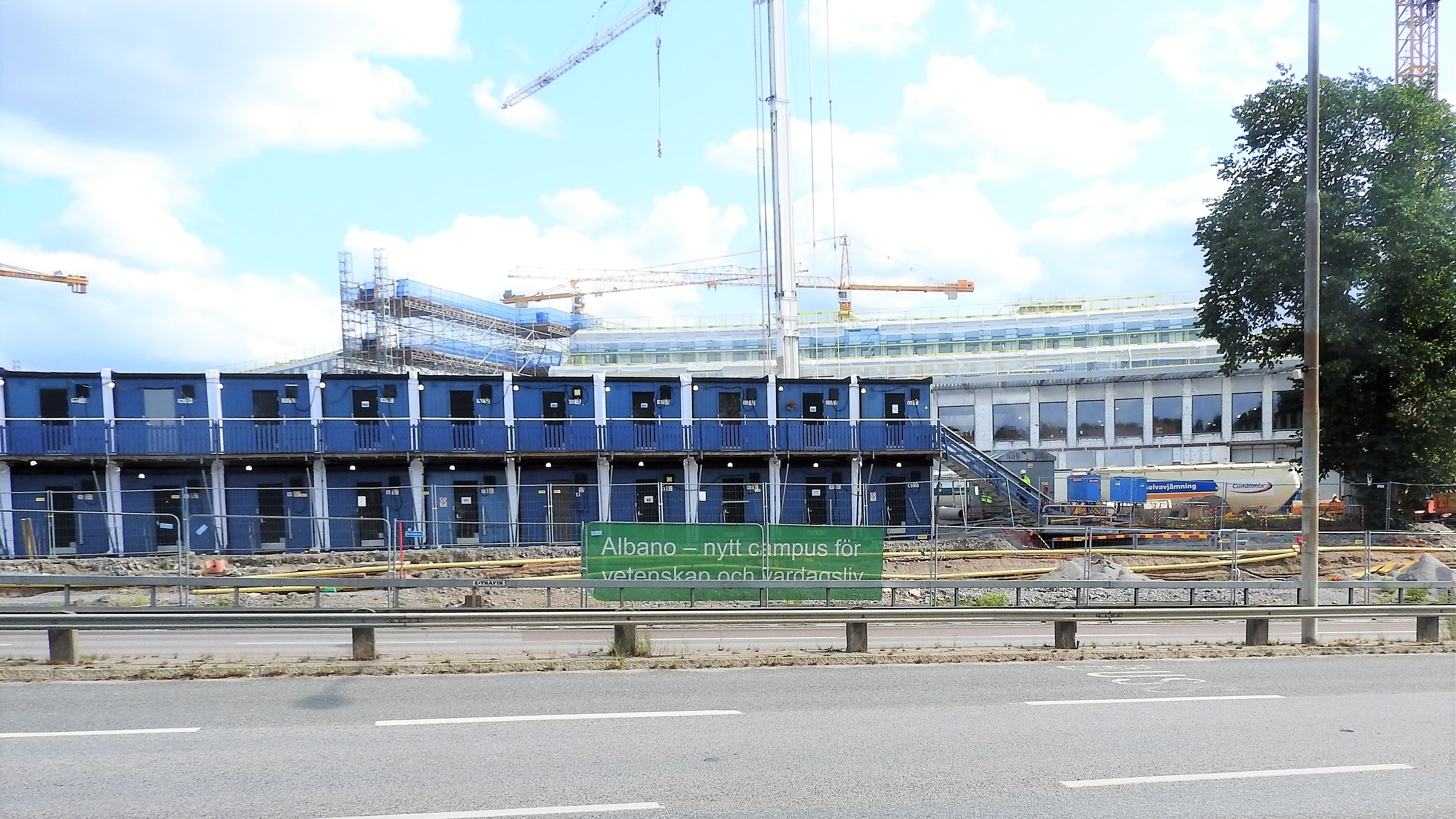